# جورج وليامز (كاتب)
جورج وليامز (بالإنجليزية: George Washington Williams) (و. 1849 – 1891 م) هو جندي، ومؤرخ، ودبلوماسي، وكاتب، وكاهن، وسياسي، وصحفي أمريكي، كان عضوًا في الحزب الجمهوري، توفي في بلاكبول، عن عمر يناهز 42 عاماً، بسبب سل.

## مناصب
تولى منصب عضو مجلس نواب أوهايو.

## التعليم
تعلم في جامعة هوارد، وNewton Theological Institution ‏.

## وصلات خارجية
- جورج وليامز على موقع الموسوعة البريطانية (الإنجليزية)